# Böckinger Straße 98 (Neckargartach)

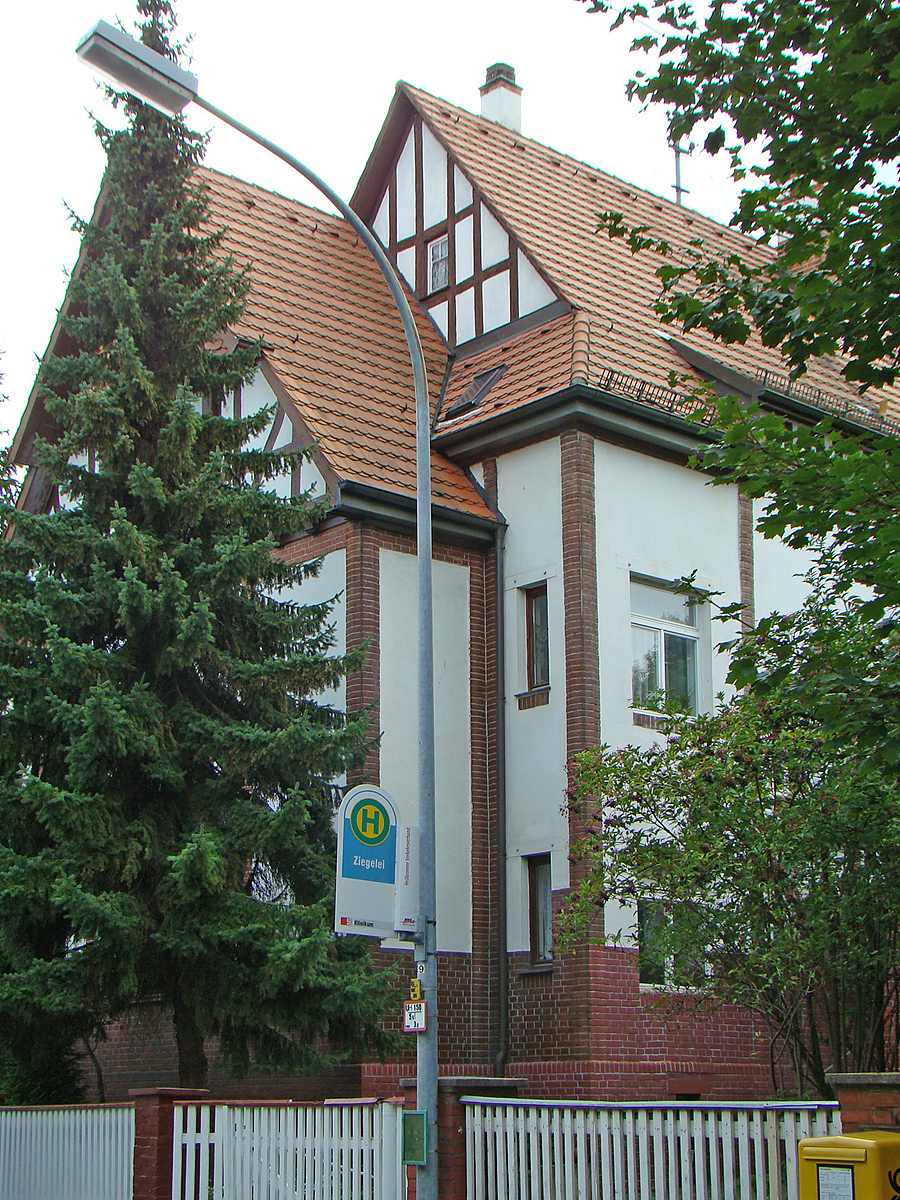
Böckinger Straße 98 in Heilbronn-Neckargartach

Das Wohnhaus an der Böckinger Straße 98 im Heilbronner Stadtteil Neckargartach ist ein privater Profanbau. Das denkmalgeschützte Gebäude gilt als Kulturdenkmal.

## Beschreibung
Das Wohnhaus Böckinger Straße 98 ist ein giebelständiges Wohnhaus der Dampfziegelei, das nach Plänen von Emil Beutinger und Adolf Steiner 1904 errichtet worden ist.
Das zweieinhalbgeschossige Gebäude mit unverputztem Sichtfachwerk im gestaffelten bzw. vorkragenden Giebel diente mit seinen drei Dreizimmerwohnungen als Wohnhaus für die Angestellten der Böckinger Dampfziegelei.
Bemerkenswert ist die Strukturierung des Gebäudes mit aufwändiger Ziegelornamentik, welche an die Ziegelei Böckingen erinnern soll.

## Geschichte
1950 war das Gebäude im Besitz des Vertreters Ernst Kleinhans. Außer ihm waren dort noch fünf Mietparteien gemeldet. 1961 lebten dort neben Besitzer Kleinhans nur noch zwei Mietparteien.